# Adolfo Contoli
Adolfo Contoli (Bologna, 19 febbraio 1898 – Casalecchio di Reno, 28 maggio 1988) è stato un calciatore, multiplista e ostacolista italiano, campione nazionale assoluto in 24 occasioni, si è cimentato anche individualmente in molte specialità dell'atletica leggera.

## Biografia
Atleta dell'atletica leggera in italiana degli anni 1920, ha partecipato ad una edizione dei Giochi olimpici a Parigi 1924. Fu anche calciatore, giocando come ala destra nella sezione calcistica della Virtus Bologna.

## Palmarès
| Anno | Manifestazione  | Sede   | Evento     | Risultato | Prestazione     | Note  |
| ---- | --------------- | ------ | ---------- | --------- | --------------- | ----- |
| 1924 | Giochi olimpici | Parigi | Pentathlon | 15º       | 49 pt (3 prove) | [ 5 ] |
| 1924 | Giochi olimpici | Parigi | Decathlon  | 11º       | 6.406,88        |       |

## Campionati nazionali
Contoli vanta ben 24 titoli nazionali, tutti individuali, conquistati in diverse specialità.
- 110 m ostacoli (5): 1921 (16“2/5); 1922 (16“3/5); 1923 (16“3/5); 1924 (16“1/5); 1926 (16“2/5)
- 400 m ostacoli (2): 1920 (59”5); 1921 (1'02”4/5)
- Salto con l'asta (1): 1922 (3.40)
- Salto in lungo (2): 1920 (6.34); 1922 (6.71)
- Salto in alto da fermo (3): 1920 (1.325); 1921 (1.441); 1922 (n/d)
- Salto in lungo da fermo (3): 1920 (2.805); 1921 (2.982); 1922 (3.01)
- Salto triplo da fermo (3): 1920 (8.87); 1921 (9.42); 1922 (9.34)
- Pentathlon (4): 1921 (p. 11 = p. 2648,635); 1922 (p. 3223,420); 1923 (p. 5 = p. 3124,500); 1924 (p. 9 = ? )
- Decathlon (1): 1922 (p. 6117,800)